# Плодовая верхнесторонняя моль-пестрянка
Плодовая верхнесторонняя моль-пестря́нка (лат. Phyllonorycter corylifoliella) — вид чешуекрылых из семейства молей-пестрянок (Gracillariidae).

## Описание

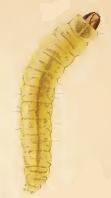
Гусеница плодовой верхнесторонней моли

Длина тела бабочки 6,5—9 мм. Переднее крыло ржаво-коричневой окраски. У гусениц с первого по третий возраст ноги отсутствуют, голова направлена вперёд. Ноги появляются у гусениц четвёртого и пятого возраста. Длина взрослой гусеницы около 5—6 мм. Куколка кремово-желтая длиной 3—4 мм. В конце развития цвет куколки меняется на тёмно-коричневый.

## Образ жизни
Гусеницы образуют мины на листьях розоцветных яблоне, груше, рябине, сливе, айве, вишне, боярышнике, мушмуле, ирге и кизильнике. На севере ареала может развиваться на берёзе.
В течение года развивается два поколения. В Крыму и Грузии может быть до трёх поколений, в Иране до четырёх. Бабочки первого поколения вылетают перед цветением яблони. Самки выделяют половые феромоны, которые представляют смесь из транс-4, цис-7-тридекадиен-1-ол ацетата и транс-4-додесен-1-ол ацетата. Имаго живут от 3 до 12 суток, по другим данным от 10 до 24 суток. Самки откладывают одиночно от 14 до 63 яиц на жилки на верхней стороне листа. Вышедшие из яйца гусеницы приникают в ткани листа расположенные под яйцом. Гусеницы первых трёх возрастов питаются соками палисадной паренхимы листа и проделывают узкие и извилистые серебристые мины. Гусеницы четвёртого и пятого возрастов выгрызают и палисадную и губчатую ткань. Мины образуемые старшими гусеницами становятся пятновидными и складчатыми за счет стягивания их шелковистыми нитями. Длительность развития гусениц первого поколения от 23 до 42 дней, куколки летом развиваются от 5 до 17 дней. Гусеницы последнего возраста зимуют в опавших листьях внутри мин. Развитие куколки весной продолжается от 16 до 36 дней.

Мины плодовой верхнестороней моли на груше

## Хозяйственное значение и меры борьбы
При массовом размножении может давать вспышки численности, которые наблюдались в Венгрии в 1960-х годах на яблони и в 1970-х годах в Грузии на айве. Для борьбы с молью в конце цветения растений рекомендуют использовать инсектициды метафос и децис. Мониторинг и прогноз численности вредителя предложено использовать синтетические аналоги половых феромонов.

## Распространение
Встречается в Западной Европе, Белоруссии, Украине, на Кавказе, европейской части России, Малой Азии, Иране, Казахстане, в горах Средней Азии, в Иркутской и Омской областях и Красноярском крае.